# The Last Days of Lehman Brothers
The Last Days of Lehman Brothers (br: Os Últimos Dias do Lehman Brothers) é um telefilme britânico de 2009 escrito por Craig Warner e dirigido por Michael Samuels, e estrelado por James Cromwell, Ben Daniels, Corey Johnson, Michael Landes e James Bolam. Trata-se da dramatização de tudo o que aconteceu na sede do banco Lehman Brothers durante o fim de semana antes de sua falência em setembro de 2008.

## Sinopse
A trama se concentra nas intensas e infrutuosas negociações mantidas entre o governo americano, o Tesouro e a direção do Lehman Brothers no final de semana dos dias 13 e 14 de setembro de 2008 com o objetivo de salvar o banco.

## Elenco
- Corey Johnson ...Richard 'Dick' Fuld
- James Cromwell ...Henry 'Hank' Paulson
- James Bolam ...Ken Lewis
- Michael Landes ...Zach
- Ben Daniels ...John Thain
- William Hope ...Bart McDade
- Michael Brandon ...Jamie Dimon
- Henry Goodman ...John Mack
- Alex Jennings ...Tim Geithner
- Peter Polycarpou ...Lloyd Blankfein
- David Annen ...Greg Fleming
- Richard Durden ...Harvey R. Miller
- Joshua Dallas ...Ace
- Laura Brook ...Donna Lewis
- Katrena Rochell ...Ezzy
- Lauren Ward ...Samantha